# Hieronymus Wierix
Hieronymus Wierix (Amberes, 1553 - 1619) fue un grabador manierista flamenco.

## Biografía
Su padre Anton podría haber sido pintor, aunque en alguna ocasión aparece registrado como ebanista. A la muerte de su padre fue confiado a Jerome Manacker, pero se desconoce todo lo relativo a su formación artística, que pudo realizar al lado de su hermano Johan, cuatro años mayor. 
Se inició como grabador precozmente, reproduciendo estampas de Alberto Durero; una de San Sebastián atado al árbol se suele datar hacia 1565, cuando Wierix tenía apenas 12 años de edad. Posteriormente copiaría con excelente calidad otros grabados durerianos como San Jerónimo en su celda, Némesis, Melancolía y La caída del hombre (Adán y Eva).
En 1570 comenzó a trabajar para el impresor Cristóbal Plantino, encargándose de abrir parte de las láminas calcográficas que ilustran los Humanae salutis monumenta de Benito Arias Montano, con quien colaboró también en la Biblia Regia y en algún otro trabajo menor, a pesar de la mala fama de los hermanos Wierix, especialmente Hieronymus, acusados de llevar una vida desordenada, con frecuentes incumplimientos laborales y entregados al alcohol. 
En 1573 fue admitido como maestro en la guilda de San Lucas de su ciudad natal. Posteriormente, en 1579-1580, pasó unos meses en la cárcel a causa de un incidente en una taberna del que resultó muerta una mujer. Es posible que por este motivo rompiese con Plantino, al menos temporalmente, tras verse el editor obligado a pagar su fianza, pues en una célebre carta se quejaba amargamente de que Wierix trabajaba únicamente el tiempo que necesitaba para ganar algo de dinero y gastárselo a continuación en las tabernas, de forma que luego había que ir a buscarlo, pagar su cuenta y rescatar sus empeñadas herramientas de trabajo.
A pesar de esta fama realizó un elevado número de estampas, algunas editadas por él mismo, estimándose en unos 650 sus grabados, ejecutados con excelente técnica y amor por el detalle, pero en su mayoría sobre composiciones ajenas. Sus asuntos, aunque no falten los retratos, las alegorías y algún raro motivo mitológico, son principalmente los devocionales. En este orden, la relación con los jesuitas fue especialmente estrecha y pudo ayudar a enderezar la vida del artista. Su asociación con ellos comenzó con la serie de las ilustraciones para la obra del padre Jerónimo Nadal, Adnotationes et meditationes in Evangelia, ambicioso proyecto concebido ya por Ignacio de Loyola y varias veces aplazado. En él colaboraron con Bernardino Passeri, autor de buena parte de los dibujos, los tres hermanos Wierix con Adriaen Collaert y otros grabadores y pintores, aunque fue a Hieronymus al que correspondió el mayor número, firmando 65 de las 154 estampas de las que consta la obra, publicada finalmente en Amberes en 1593, sin el texto de Nadal y sin nombre de impresor, con el título Evangelicae historiae imagines.
De otras dos series jesuíticas, probablemente posteriores, Wierix se hizo responsable tanto de los grabados como de su edición, reunidas las estampas en sendos opúsculos sin fecha: el que con el título: Effigies praepositorium generalium Societatis Iesv, recogía los retratos de los seis prepósitos generales que hasta ese momento habían dirigido la compañía, y la serie dedicada a la vida del fundador, Vita B. P. Ignatii de Loyola fvndatoris Societatis Iesv, editada hacia 1613 y firmada por el artista como inventor y grabador.